# Tuenetto
Tuenetto (Tuenét in noneso) è una frazione del comune di Predaia in provincia autonoma di Trento.

## Storia
Tuenetto è stato comune autonomo fino al 1929, anno in cui venne aggregato a Taio.

## Monumenti e luoghi d'interesse

### Architetture religiose
- Chiesa di San Rocco[5][6]